# Am486
Am486 — семейство микропроцессоров архитектуры x86 компании AMD, представленное в апреле 1993 года в качестве конкурента процессорам семейства Intel 80486. Процессоры семейства Am486 являлись функциональными аналогами процессоров 80486 и изначально использовали микрокод процессора Intel 80386 и математического сопроцессора Intel 80287. В некоторых моделях использовался собственный микрокод AMD.

## Общая информация
Процессоры семейства Am486 выпускались в двух вариантах корпусов: CPGA (Am486 и Am5x86 для настольных компьютеров) и PQFP (Am486 и Am5x86 для портативных компьютеров). В документации встречаются такие обозначения корпусов, как PDE-208 и CGM-168. Эти обозначения соответствуют корпусам PQFP-208 и CPGA-168.
Процессоры Am486 в корпусе CPGA представляют собой керамическую подложку с установленным на её обратной стороне кристаллом, закрытым металлической крышкой, и 168 контактами, расположенными в виде матрицы. Ядро располагается в центре между контактами. На гладкой лицевой стороне корпуса процессора, контактирующей с радиатором системы охлаждения всей поверхностью, нанесена маркировка.
Процессоры Am486 (а также Intel 80486, UMC Green CPU и другие совместимые процессоры) предназначены для установки в следующие гнездовые разъёмы:
- Socket 1 (ZIF или LIF, 169 контактов) — процессоры с напряжением питания 5 В и частотой шины 16—33 МГц;
- Socket 2 (ZIF или LIF, 238 контактов) — процессоры с напряжением питания 5 В и частотой шины 25—50 МГц;
- Socket 3 (ZIF или LIF, 237 контактов) — процессоры с напряжением питания 3,3—5 В и частотой шины 25—50 МГц.

Процессоры с пониженным напряжением питания могут быть установлены в разъём, не способный непосредственно работать с такими процессорами. Для этого используются специальные переходники-преобразователи напряжения.
Процессоры Am486 в корпусе PQFP представляют собой квадратный пластиковый корпус с расположенными по краям 208 контактами, предназначены для поверхностного монтажа и распаиваются либо на системной плате, либо на переходнике, позволяющем устанавливать такие процессоры в гнездовые разъёмы.

## Модели

### Am486DX
Процессор Am486DX является функциональным аналогом процессора Intel 80486. Имеет 8 Кбайт объединённой (для инструкций и данных) кеш-памяти первого уровня. Кеш второго уровня расположен на системной плате в виде микросхем SRAM.
Am486DX содержит 1,25 млн транзисторов и имеет площадь кристалла 89 мм².
Как и Intel 80486, Am486DX является полностью 32-битным процессором, содержит пятиступенчатый целочисленный конвейер и имеет встроенный математический сопроцессор, совместимый по командам с Intel 80387.
Частота работы ядра Am486DX совпадает с частотой системной шины и составляет 25—40 МГц.
Напряжение питания составляет 3,3—5 В. Напряжение цепей ввода-вывода — до 5 В.
Процессор производился по 0,7-мкм (700-нм) техпроцессу.
Существует также несколько модификаций Am486DX:
- Am486DXL — Am486DX с пониженным тепловыделением. Работает на частоте 40 МГц;
- Am486DXLV — Am486DX с пониженным до 3 В напряжением питания. Работает на частоте 33 МГц;
- Am486DX2 — Am486DX с внутренним удвоением частоты. Работает на частотах 66—100 МГц (частота шины — 33—50 МГц). Имеет напряжение питания 3,3—5 В. Производился по 700-нм, позже по 500-нм техпроцессу;
- Am486DX2WB — Am486DX2 с кеш-памятью с обратной записью;
- Am486DXL2 — Am486DX2 с пониженным тепловыделением. Работает на частотах 66—80 МГц (частота шины — 33—40 МГц);
- Enhanced Am486DX2 — Am486DX2WB, произведённый по 350-нм техпроцессу;
- Am486DX4 — Am486DX с внутренним утроением частоты. Работает на частотах 75—120 МГц (частота шины — 25—40 МГц). Имеет напряжение питания 3,3—5 В. Производился по 700-нм, позже по 500-нм техпроцессу;
- Am486DX4WB — Am486DX4 с кеш-памятью с обратной записью. Работает на частотах 75—120 МГц (частота шины — 25—40 МГц);
- Enhanced Am486DX4 — Am486DX4WB, произведённый по 350-нм техпроцессу;
- Am486DX4 SE — Am486DX4 для встраиваемых систем. Работает на частоте 120 МГц (частота шины — 40 МГц).

### Am486SX
Процессор Am486SX представляет собой процессор Am486DX, не имеющий встроенного математического сопроцессора.
Производился Am486SX по 700-нм техпроцессу и имел напряжение питания 3,3—5 В.
Существует также несколько модификаций Am486SX:
- Am486SE — Am486SX для встраиваемых систем. Работает на частотах 25—33 МГц;
- Am486SXLV — Am486SX с пониженным до 3 В напряжением питания. Работает на частоте 33 МГц;
- Am486SX2 — Am486SX с внутренним удвоением частоты. Работает на частотах 50—66 МГц (частота шины — 25—33 МГц).

### Am5x86
Представленный в ноябре 1995 года процессор Am5x86 133 МГц имел официальную маркировку Am5x86-P75. Фактически же процессор Am5x86 (известный также как Am486X5 или 486DX5-133) представляет собой версию процессора Am486DX с увеличенным до 16 Кбайт кэшем первого уровня и внутренним умножением частоты на 4, работающую на частоте 133 МГц (33 МГц × 4) и выполненную по более тонкому техпроцессу. 

Благодаря увеличенному объёму кэш-памяти первого уровня Am5x86 значительно прибавил в производительности по сравнению с предшественниками. На частоте 133 МГц Am5x86 по целочисленным вычислениям примерно соответствовал по производительности процессору Pentium, работающему на частоте 75 МГц, поэтому в наименование процессора был впервые добавлен рейтинг производительности (PR).
Благодаря архитектуре, практически не отличающейся от обычных процессоров 486, процессоры Am5x86 хорошо подходили для модернизации систем на основе распространённых материнских плат с разъемом Socket 3 и процессорами 80486. Некоторые компании также выпускали наборы для установки Am5x86 и в более старые системные платы с разъёмами Socket 1 и Socket 2, предназначенными для процессоров 80486 с напряжением питания 5 В.
Процессор Am5x86 содержит 1,6 млн транзисторов и имеет площадь ядра 43 мм². Техпроцесс — 350 нм. В настоящее время модернизированный Am5x86 выпускается в рамках решения для простых встраиваемых систем — Élan SC520.

## Технические характеристики
|                                                          | Am486SX                                                 | Am486SX2                                                | Am486DX                                                 | Am486DX2                                                | Am486DX4                                                | Am5x86                                                  |
| -------------------------------------------------------- | ------------------------------------------------------- | ------------------------------------------------------- | ------------------------------------------------------- | ------------------------------------------------------- | ------------------------------------------------------- | ------------------------------------------------------- |
| Десктопный, Встраиваемый                                 | Десктопный, Встраиваемый                                | Десктопный                                              | Десктопный, Встраиваемый                                | Десктопный, Встраиваемый                                | Десктопный, Встраиваемый                                |                                                         |
| Тактовая частота                                         |                                                         |                                                         |                                                         |                                                         |                                                         |                                                         |
| Частота ядра, МГц                                        | 33—40                                                   | 50—66                                                   | 25—40                                                   | 50—100                                                  | 100—120                                                 | 133                                                     |
| Частота FSB, МГц                                         | 33—40                                                   | 25—33                                                   | 25—40                                                   | 25—50                                                   | 33—40                                                   | 33                                                      |
| Характеристики ядра                                      |                                                         |                                                         |                                                         |                                                         |                                                         |                                                         |
| Набор инструкций                                         | IA-32                                                   | IA-32                                                   | IA-32                                                   | IA-32                                                   | IA-32                                                   | IA-32                                                   |
| Разрядность регистров                                    | 32 бит (целочисленные)                                  | 32 бит (целочисленные)                                  | 32 бит (целочисленные), 80 бит (вещественные)           | 32 бит (целочисленные), 80 бит (вещественные)           | 32 бит (целочисленные), 80 бит (вещественные)           | 32 бит (целочисленные), 80 бит (вещественные)           |
| Глубина конвейера                                        | 5 стадий                                                | 5 стадий                                                | 5 стадий                                                | 5 стадий                                                | 5 стадий                                                | 5 стадий                                                |
| Разрядность ША                                           | 32 бит                                                  | 32 бит                                                  | 32 бит                                                  | 32 бит                                                  | 32 бит                                                  | 32 бит                                                  |
| Разрядность ШД                                           | 32 бит                                                  | 32 бит                                                  | 32 бит                                                  | 32 бит                                                  | 32 бит                                                  | 32 бит                                                  |
| Количество транзисторов, млн                             | ?                                                       | ?                                                       | 1,25                                                    | 1,25                                                    | 1,25                                                    | 1,6                                                     |
| Кеш L1                                                   |                                                         |                                                         |                                                         |                                                         |                                                         |                                                         |
| Объём, Кб                                                | 8                                                       | 8                                                       | 8                                                       | 8                                                       | 8                                                       | 16                                                      |
| Организация                                              | объединённый                                            | объединённый                                            | объединённый                                            | объединённый                                            | объединённый                                            | объединённый                                            |
| Организация                                              | сквозная запись                                         | сквозная запись                                         | сквозная запись                                         | сквозная запись (NV8T) обратная запись (SV8B)           | сквозная запись (NV8T) обратная запись (SV8B)           | обратная запись                                         |
| Интерфейс                                                |                                                         |                                                         |                                                         |                                                         |                                                         |                                                         |
| Разъём                                                   | Socket 1 (5 В), Socket 2 (5 В), Socket 3 (3,3—5 В), SMD | Socket 1 (5 В), Socket 2 (5 В), Socket 3 (3,3—5 В), SMD | Socket 1 (5 В), Socket 2 (5 В), Socket 3 (3,3—5 В), SMD | Socket 1 (5 В), Socket 2 (5 В), Socket 3 (3,3—5 В), SMD | Socket 1 (5 В), Socket 2 (5 В), Socket 3 (3,3—5 В), SMD | Socket 1 (5 В), Socket 2 (5 В), Socket 3 (3,3—5 В), SMD |
| Корпус                                                   | CPGA, PQFP                                              | CPGA, PQFP                                              | CPGA, PQFP                                              | CPGA, PQFP                                              | CPGA, PQFP                                              | CPGA, PQFP                                              |
| Технологические, электрические и тепловые характеристики |                                                         |                                                         |                                                         |                                                         |                                                         |                                                         |
| Техпроцесс                                               | 700 нм CMOS                                             | 700 нм CMOS                                             | 700 нм CMOS                                             | 700 / 500 / 350 нм CMOS                                 | 700 / 500 / 350 нм CMOS                                 | 350 нм CMOS                                             |
| Площадь кристалла, мм²                                   | ?                                                       | ?                                                       | 89                                                      | 89 / ? / ?                                              | 89 / ? / ?                                              | 43                                                      |
| Напряжение ядра, В                                       | 3,3—5                                                   | 3,3—5                                                   | 3,3—5                                                   | 3,3—5                                                   | 3,3—5                                                   | 3—3,45                                                  |
| Максимальное тепловыделение, Вт                          | ?                                                       | ?                                                       | ?                                                       | ?                                                       | ?                                                       | ?                                                       |

## Положение на рынке и сравнение с конкурентами
Процессоры семейства Am486 создавались как альтернатива процессорам Intel 80486. Они обеспечивали сопоставимую производительность по более низкой цене. На рынке процессоров для персональных компьютеров Am486 присутствовали до выхода процессоров AMD K5 27 марта 1996 года, однако долгое время продолжали использоваться в различных встраиваемых системах, не требующих высокой вычислительной мощности.
Одновременно с Am486 на рынке присутствовали следующие x86-процессоры:
- Intel 80486. Обеспечивал сопоставимую производительность на равных частотах, однако его стоимость была выше, чем у конкурентов. Вплоть до появления 486DX2-66 разницы между процессорами i486 и Am486 не было и программно различить их не представлялось возможным;
- Cyrix Cx486SLC. К 486 процессорам отношения не имеет. Быстрая версия 80386, предназначенная для установки в гнездо 386SX. Оснащена быстрым умножителем и кэш-памятью первого уровня объёмом от 1 до 4 Кбайт. Встроенного сопроцессора не имеет. Также выпускались варианты с удвоением частоты (Cx486SLC2). Основное предназначение — дешёвое обновление старых систем;
- Cyrix Cx486DLC. К 486 процессорам отношения не имеет. Быстрая версия 80386, предназначенная для установки в гнездо 386DX. Оснащена быстрым умножителем и кэш-памятью первого уровня объёмом от 4 до 8 Кбайт. Встроенного сопроцессора не имеет. Также выпускались варианты с удвоением (Cx486DLC2) и утроением (Cx486DLC3) частоты. Основное предназначение — дешёвое обновление старых систем;
- Cyrix Cx486DX. Функциональный аналог Intel 80486. Обеспечивал сопоставимую производительность — несколько проигрывал по целочисленным вычислениям, но имел более быстрый сопроцессор;
- TI TI486SLC. Лицензионный клон Cx486SLC;
- TI TI486DLC. Лицензионный клон Cx486DLC;
- TI TI486DX. Лицензионный клон Cx486DX;
- SGS Thompson ST486DX. Лицензионный клон Cx486DX;

- IBM 486BL. Производился по лицензии Intel. Обеспечивал сопоставимую производительность, несмотря на медленную шину. В серии Blue Lightning было довольно много различных процессоров класса 80386 и 80486, базировавшихся на разработках от Intel и Cyrix. К примеру, существовала модель IBM 486BLC3-100, представлявшая собой модификацию Cx486SLC с утроением частоты и кэш-памятью первого уровня 8 Кбайт. Последние процессоры серии Blue Lightning базировались на ядре Cx5x86 (M1sc);
- UMC Green CPU. Обеспечивал сопоставимую производительность на равных частотах, являлся функциональным аналогом Intel 80486, использовал часть микрокода Intel и был запрещён к продаже на территории США;
- Intel Pentium (P5). Обладали большей производительностью на равных частотах. Отличались высоким тепловыделением, нестабильной работой, имели серьёзные ошибки (FDIV bug, F0 0F C7 C8) и были очень дорогими;
- Intel Pentium (P54). Обладали большей производительностью на равных частотах. Процессор Am5x86 с частотой 133 МГц соответствовал процессору Pentium с частотой 75 МГц, а так и не выпущенный Am5x86 160 МГц — Pentium 90 МГц;
- Intel Pentium ODP (OverDrive Processor, P24T). Ядро P54, адаптированное для установки в гнездо Socket 3. Имел удвоенный объём кэш-памяти первого уровня (32 Кб) с прямой записью и набортный стабилизатор питания, позволяющий запитывать процессор от напряжения 5 В. Выпускался с частотами 63 и 83 МГц и использовал внутреннее умножение x2,5;
- Cyrix 5x86 (M1sc). Обеспечивал несколько более высокую производительность, однако, в отличие от Am5x86, не всегда стабильно работал на некоторых системных платах (обычно более старых).

### Судебное разбирательствоIntelпротивAMD
В 1982 году между компаниями Intel и AMD было заключено соглашение, по которому компания AMD получала лицензию на производство процессоров Intel x86, а также полную информацию, необходимую для производства микропроцессоров 8086, 80186 и 80286. В 1987 году компания Intel отказала в передаче инженерной документации по процессорам 80386 и в одностороннем порядке разорвала соглашение 1982 года.
Компания AMD обратилась в арбитражный суд, подтвердивший незаконность действий Intel. Это положило начало серии разбирательств, закончившейся в 1994 году подписанием соглашения, дающего компании AMD право на производство и продажу микропроцессоров, содержащих микрокод 80287, 80386 и 80486.
Ниже перечислены судебные решения и действия компании AMD, касающиеся производства процессоров семейства Am486.
1. В июне 1992 года суд по делу о 80287 выносит решение, что компания AMD не имеет лицензии на микрокод Intel, таким образом математический сопроцессор компании AMD нарушает авторские права Intel на него. В связи с тем, что процессоры Am486DX имеют встроенный сопроцессор, их выход был отложен, а компания AMD начала разработку собственного микрокода (на базе микрокода 80386).
2. В апреле 1993 года суд подтвердил право AMD на использование микрокода 80287, компания AMD объявляет о начале поставок процессоров Am486DX с микрокодом Intel. Компания Intel подаёт иск, объявляющий незаконным семейство Am486 (включая процессоры с собственным микрокодом AMD).
3. В июне 1993 года право компании AMD на использование микрокода 80386 было опровергнуто апелляционным судом. AMD начинает разработку такой версии собственного микрокода, чтобы она не нарушала авторские права компании Intel, однако полученный микрокод на 20 % повторял 80386.
4. 30 декабря 1994 года верховный суд Калифорнии окончательно опровергает право компании AMD на использование микрокода 80386, после чего компании AMD и Intel подписывают соглашение, дающее AMD право на производство и продажу микропроцессоров, содержащих микрокод 80287, 80386 и 80486.